# Хоумланд (Џорџија)
Хоумланд (Џорџија) (енгл. Homeland) град је у америчкој савезној држави Џорџија. По попису становништва из 2010. у њему је живело 910 становника.

## Демографија
Према попису становништва из 2010. у граду је живело 910 становника, што је 145 (19,0%) становника више него 2000. године.
| Група             | 2000.       | 2010.       |
| Белци             | 693 (90,6%) | 819 (90,0%) |
| Афроамериканци    | 33 (4,3%)   | 66 (7,3%)   |
| Азијати           | 1 (0,1%)    | 0 (0,0%)    |
| Хиспаноамериканци | 9 (1,2%)    | 11 (1,2%)   |
| Укупно            | 765         | 910         |